# Wild Zero
Wild Zero ist ein japanischer Trash-Zombie-Rock'n'Roll-Film aus dem Jahr 1999.

## Handlung
Nach einem Meteoriteneinschlag greifen Außerirdische die Erde an und verwandeln Menschen in Zombies. Ein Fan der Rockband Guitar Wolf namens Ace, der von der Invasion nichts weiß, ist unterwegs zu einem Konzert seiner Lieblingsband in einem Club einer kleinen Stadt.
Nach dem Konzert bricht hinter den Kulissen zwischen der Band und Capitan, dem Besitzer des Clubs ein Streit aus; als der Besitzer eine Waffe zieht, rettet Ace unbeabsichtigt die Band. Die drei Bandmitglieder können fliehen, und der Sänger gibt Ace zur Belohnung eine Trillerpfeife: Falls Gefahr drohte, solle Ace nur pfeifen und Guitar Wolf würde erscheinen und ihm helfen.
Am nächsten Tag ist Ace wieder auf dem Weg zu einem Rock-Konzert – unterwegs muss er allerdings an einer Tankstelle anhalten, wo er (wieder unbeabsichtigt) einen Überfall vereitelt. Dabei rettet er das Leben des (vermeintlichen) Mädchens Tobio. Wieder auf dem Weg zum Konzert trifft Ace auf Zombies, erkennt die Gefahr, dreht um und versucht Tobio zu retten. Zusammen mit Tobio versucht Ace nun zu Guitar Wolf durchzukommen und mit der Band den Angriff der Außerirdischen zu stoppen, während sich die Beziehung zwischen Tobio und Ace entwickelt. Nach einer Zombie-Attacke flüchten beide in ein leerstehendes Gebäude. Als Ace feststellt, dass Tobio ein Junge ist, wendet er sich irritiert ab und schließt sich in einem Raum ein. Unterdessen wird das Gebäude von Zombies überrannt und Tobio flüchtet nach Draußen. In seinem Versteck erscheint dem verunsicherten Ace Guitar Wolf, der ihn mit dem Band-Schlachtruf „Rock and Roll hat keine Grenzen, Nationalitäten und Geschlechter!“ (englisch: Rock and roll has no boundaries, nationalities or genders!) auffordert Tobio zu finden und zu beschützen.

## Produktion
Aus Kostengründen wurde der Film innerhalb von drei Wochen in Thailand gedreht. Die Zombies wurden von Soldaten der thailändischen Armee und deren Familien gespielt.  Tobio wurde von der thailändischen Schauspielerin Kwancharu Shitichai gespielt, die später von einer japanischen Schauspielerin synchronisiert wurde. Die Band Guitar Wolf wird von den Mitgliedern der gleichnamigen, realen Garagen-Rock-’n’-Roll-Band aus Japan gespielt. Der Regisseur Tetsuro Takeuchi hat auch bei allen Musikclips von Guitar Wolf Regie geführt.

## Veröffentlichung
Wild Zero wurde am 8. August 1999 in Japan veröffentlicht. 2000 wurde er unter anderen auf dem Toronto International Film Festival gezeigt.
Eine FSK-18-DVD ist in Deutschland bei Rapid Eye Movies erschienen. Die DVD enthält die japanische Originalfassung sowie die deutsche Synchronisation. Außerdem sind deutsche und englische Untertitel sowie die japanischen Originaltrailer zum Film vorhanden.

## Kritik
Das Lexikon des internationalen Films urteilte, der Film sei ein „ebenso krudes wie billig produziertes Zombie-Rock-Abenteuer.“ Er beinhalte eine „minimalistische Geschichte.“
Ken Elsner von der amerikanischen Zeitschrift Variety urteilt über Wild Zero: „Der Film hat alles, was das Mitternachtspublikum sich wünscht, auch wenn der Film im Allgemeinen zu anderen Zeiten der Theateruhr kaum aufführbar ist“. Die Online-Filmdatenbank Allmovie bewertete den Film mit dreieinhalb von fünf Sternen und stellte fest, dass „…die schwindelerregende Energie und die unbußfertige alberne Handlung dieses Films ein Brüller ist und Jubel auslöst.“

## Auszeichnungen
Beim Philadelphia Film Festival 2001 gewann der Film den Publikumspreis in der Kategorie „Bester Horrorfilm“.